# Neil El Aynaoui
Neil El Aynaoui (Nancy, 2 luglio 2001) è un calciatore marocchino con cittadinanza francese, centrocampista della Roma.

## Biografia
Nato in Francia, possiede anche la nazionalità marocchina. È figlio dell'ex tennista Younes El Aynaoui.

## Carriera

### Club
È entrato nel settore giovanile del Nancy all'età di 8 anni ed ha firmato il suo primo contratto professionistico con il club il 3 giugno 2021. Fa il suo esordio professionistico con il Nancy nella partita di Ligue 2 contro il Tolosa, persa per 4-0.
Il 29 giugno 2023 firma un contratto quadriennale con il Lens, in Ligue 1.
Il 20 luglio 2025 viene ufficializzato il suo passaggio alla Roma, firmando un contratto valido fino al 2030.

### Nazionale
Gioca nella nazionale marocchina Under-23.

## Statistiche

### Presenze e reti nei club
Statistiche aggiornate al 20 luglio 2025.
| Stagione        | Squadra         | Campionato      | Campionato | Campionato | Coppe nazionali | Coppe nazionali | Coppe nazionali | Coppe continentali | Coppe continentali | Coppe continentali | Altre coppe | Altre coppe | Altre coppe | Totale | Totale | Totale |
| Stagione        | Squadra         | Comp            | Pres       | Reti       | Comp            | Pres            | Reti            | Comp               | Pres               | Reti               | Comp        | Pres        | Reti        | Pres   | Reti   |        |
| --------------- | --------------- | --------------- | ---------- | ---------- | --------------- | --------------- | --------------- | ------------------ | ------------------ | ------------------ | ----------- | ----------- | ----------- | ------ | ------ | ------ |
| 2018-2019       | Nancy 2         | N3              | 1          | 0          | -               | -               | -               | -                  | -                  | -                  | -           | -           | -           | 1      | 0      |        |
| 2019-2020       | Nancy 2         | N3              | 0          | 0          | -               | -               | -               | -                  | -                  | -                  | -           | -           | -           | 0      | 0      |        |
| 2020-2021       | Nancy 2         | N3              | 4          | 0          | -               | -               | -               | -                  | -                  | -                  | -           | -           | -           | 4      | 0      |        |
| 2021-2022       | Nancy 2         | N3              | 5          | 0          | -               | -               | -               | -                  | -                  | -                  | -           | -           | -           | 5      | 0      |        |
| Totale Nancy 2  | Totale Nancy 2  | Totale Nancy 2  | 10         | 0          |                 | -               | -               |                    | -                  | -                  |             | -           | -           | 10     | 0      |        |
| 2021-2022       | Nancy           | L2              | 24         | 2          | CF              | 4               | 0               | -                  | -                  | -                  | -           | -           | -           | 28     | 2      |        |
| 2022-2023       | Nancy           | N               | 33         | 4          | CF              | 1               | 0               | -                  | -                  | -                  | -           | -           | -           | 34     | 4      |        |
| Totale Nancy    | Totale Nancy    | Totale Nancy    | 57         | 6          |                 | 5               | 0               |                    | -                  | -                  |             | -           | -           | 62     | 6      |        |
| 2023-2024       | Lens 2          | N3              | 1          | 2          | -               | -               | -               | -                  | -                  | -                  | -           | -           | -           | 1      | 2      |        |
| 2024-2025       | Lens 2          | N3              | 1          | 0          | -               | -               | -               | -                  | -                  | -                  | -           | -           | -           | 1      | 0      |        |
| Totale Lens 2   | Totale Lens 2   | Totale Lens 2   | 2          | 2          |                 | -               | -               |                    | -                  | -                  |             | -           | -           | 2      | 2      |        |
| 2023-2024       | Lens            | L1              | 25         | 1          | CF              | 1               | 0               | UCL+UEL            | 3+2                | 0+0                | -           | -           | -           | 31     | 1      |        |
| 2024-2025       | Lens            | L1              | 24         | 8          | CF              | 1               | 0               | -                  | -                  | -                  | -           | -           | -           | 25     | 8      |        |
| Totale Lens     | Totale Lens     | Totale Lens     | 49         | 9          |                 | 2               | 0               |                    | 5                  | 0                  |             | -           | -           | 56     | 9      |        |
| 2025-2026       | Roma            | A               | -          | -          | CI              | -               | -               | UEL                | -                  | -                  | -           | -           | -           | -      | -      |        |
| Totale carriera | Totale carriera | Totale carriera | 118        | 17         |                 | 7               | 0               |                    | 5                  | 0                  |             | -           | -           | 130    | 17     |        |

### Cronologia presenze e reti in nazionale
| Cronologia completa delle presenze e delle reti in nazionale ― Marocco under 23 | Cronologia completa delle presenze e delle reti in nazionale ― Marocco under 23 | Cronologia completa delle presenze e delle reti in nazionale ― Marocco under 23 | Cronologia completa delle presenze e delle reti in nazionale ― Marocco under 23 | Cronologia completa delle presenze e delle reti in nazionale ― Marocco under 23 | Cronologia completa delle presenze e delle reti in nazionale ― Marocco under 23 | Cronologia completa delle presenze e delle reti in nazionale ― Marocco under 23 | Cronologia completa delle presenze e delle reti in nazionale ― Marocco under 23 |
| Data                                                                            | Città                                                                           | In casa                                                                         | Risultato                                                                       | Ospiti                                                                          | Competizione                                                                    | Reti                                                                            | Note                                                                            |
| ------------------------------------------------------------------------------- | ------------------------------------------------------------------------------- | ------------------------------------------------------------------------------- | ------------------------------------------------------------------------------- | ------------------------------------------------------------------------------- | ------------------------------------------------------------------------------- | ------------------------------------------------------------------------------- | ------------------------------------------------------------------------------- |
| 7-9-2023                                                                        | Fès                                                                             | Marocco under 23                                                                | 1 – 0                                                                           | Brasile under 23                                                                | Amichevole                                                                      | -                                                                               | 89’                                                                             |
| Totale                                                                          |                                                                                 | Presenze                                                                        | 1                                                                               |                                                                                 | Reti                                                                            | 0                                                                               |                                                                                 |